# Курлеуит
Курлеуит (каз. Күрлеуіт, до 2009 г. — Курлеут) — упразднённое село в Уалихановском районе Северо-Казахстанской области Казахстана. Входило в состав Каратерекского сельского округа. Ликвидировано в 2010 г.

## Население
В 1999 году население села составляло 83 человека (44 мужчины и 39 женщин). По данным переписи 2009 года, в селе проживало 25 человек (15 мужчин и 10 женщин).